# Jõhvi
Die Landgemeinde Jõhvi (Jõhvi vald) liegt im Nordosten Estlands im Kreis Ida-Viru.

## Geografie
Die Fläche der Landgemeinde beträgt 116,45 km². In ihr leben 12.182 Einwohner (Stand: 1. Januar 2025). Die Bevölkerungsdichte liegt bei 109 Einwohnern pro Quadratkilometer.

## Gliederung
Der Hauptort der Landgemeinde ist Tammiku. Zur Landgemeinde gehören die Stadt Jõhvi sowie die Dörfer Edise, Jõhvi, Kahula, Kose, Kotinuka, Linna, Pajualuse, Pargitaguse, Pauliku, Puru, Sompa und Tammiku.

## Geschichte
1946 wurde auf dem Gebiet der Gemeinde mit dem umfangreichen Abbau von Ölschiefer begonnen. Dies führte einerseits zu einem starken Zuzug von Arbeitskräften in die Gemeinde, andererseits zu großen Umweltproblemen. Der schrittweise Rückgang des Ölschieferabbaus in Estland stellt die Gemeinde vor bislang ungelöste soziale Herausforderungen.

## Personen
- Hans Hindpere (1928–2012), Komponist
- Harri Tiido (* 1953), Diplomat
- Andrei Hvostov (* 1963), Essayist, Schriftsteller und Journalist
- Tõnu Viik (* 1968), Philosoph